# Sorūrābād
Sorūrābād (persiska: سُرور آباد, سرور آباد) är en ort i Iran.   Den ligger i provinsen Ilam, i den västra delen av landet, 500 km sydväst om huvudstaden Teheran. Sorūrābād ligger 576 meter över havet och antalet invånare är 230.
Terrängen runt Sorūrābād är varierad.Runt Sorūrābād är det ganska glesbefolkat, med 43 invånare per kvadratkilometer. Närmaste större samhälle är Darreh Shahr, 6,7 km söder om Sorūrābād. Omgivningarna runt Sorūrābād är i huvudsak ett öppet busklandskap.